# Void (composite)
Một lỗ rỗng là một lỗ chân không trong một vật liệu tổng hợp. Một lỗ rỗng thông thường được tạo ra do sự không hoàn hảo trong quá trình xử lý vật liệu và nhìn chung được xem là một kết quả không mong đợi. Bởi vì lỗ rỗng là một thực thể không đồng nhất, nó có thể ảnh hưởng tới các thuộc tính cơ học và tuổi thọ của chất liệu tổng hợp. Các lỗ rỗng có thể hoạt động như một mầm mống gây đứt gãy cũng như giúp cho khí ẩm thâm nhập vào bên trong vật liệu và tạo nên tính dị biến của vật liệu. Đây là một vấn đề bởi vì sự cấu thành đứt gãy và sự thâm nhập của độ ẩm có thể tạo ra những hành vi không dự đoán được trong sản xuất tạo lớp. Một sự thay đổi nhỏ trong tỉ lệ lỗ rỗng của vật liệu có vẻ không phải là một vấn đề lớn tuy nhiên với các vật liệu tổng hợp tạo lớp carbon filber, sự gia tăng từ 1%- 3% của tỉ lệ lỗ rỗng có thể ảnh hưởng đến thuộc tính cơ học của vật liệu lên đến 20% . Tỉ lệ lỗ rỗng có thể được tính theo công thức dưới đây với e là tỉ lệ lỗ rỗng, Vv là thể tích của lỗ rỗng, và Vt là thể tích của khối vật liệu.
{\displaystyle Voidratio(e)=Vv/(Vt-Vv)}

## Sự hình thành của lỗ rỗng
Lỗ rỗng được xem như là các sai hỏng của cấu trúc vật liệu tổng hợp và có một vài kiểu lỗ rỗng khác nhau có thể được tạo ra trong vật liệu tùy thuộc vào quy trình chế tạo và kiểu chất hỗn hợp của vật liệu. Một vài thông số có thể ảnh hưởng tới số lượng và vị trí của lỗ rỗng như hình dạng bề mặt, quá nhiều nhựa hoặc độ dày giữa các lớp.
Một loại nhựa với độ nhớt cao nhiều khả năng sẽ tạo ra các lỗ rỗng cho vật liệu tổng hợp. Một loại nhựa với độ nhớt cao sẽ rất khó để thâm nhập vào các khoảng trống giữa các lớp. Nó sẽ tạo ra các lỗ rỗng ở gần bề mặt của các lớp. Ngăn chặn sự tạo thành của các lỗ rỗng sẽ trở nên khó khăn hơn bởi vì khoảng trống giữa các lớp ngày càng trở nên gần hơn trong một vật liệu tổng hợp. 
Quy trình sản xuất không tốt cũng có thể tạo ra lỗ rỗng cho vật liệu. Nếu nhiệt độ cho quá trình làm cứng quá thấp cho một loại nhựa cụ thể, quá trình khử khí ẩm có thể không hoàn tất. Tuy nhiên, nếu nhiệt độ làm cứng quá cao có thể làm cho quá trình làm cứng của nhựa diễn ra quá nhanh và lỗ rỗng cũng có thể được tạo ra. Ví dụ, nếu nhiệt độ quá thấp thì độ nhớt của nhựa có thể vẫn duy trì ở mức cao và khiến chưa nhựa không thể lấp được vào hết khoảng trống giữa các lớp  Một số loại nhựa có thể làm cứng ở nhiệt độ phòng trong khí một số loại nhưa lại yêu cầu nhiệt độ làm cứng lên đến 200 độ C, nếu nhiệt độ làm cứng thiết lập cao hơn hoặc thấp hơn nhiệt độ làm cứng yêu cầu thì lỗ rỗng vẫn có thể được tạo ra. Nếu áp suất đẩy nhựa không đủ cao, nhựa có thể không lấp đầy khoảng trống giữa các lớp và cũng sẽ tạo ra lỗ rỗng. Không khí bị kẹt hoặc các bong bóng khí có thể tạo ra trong nhựa trong quá trình trộn nhựa (resin mixing). Nếu những bong bóng khí này không được xử lý trước khi làm cứng vật liệu, các bong bóng khí này sẽ trở thành các lỗ rỗng trong cấu trúc vật liệu tổng hợp sau cùng.

## Cách hạn chế lỗ rỗng
Bởi vì lỗ rỗng được xem như là các sai hỏng của vật liệu, nhiều phương pháp được áp dụng để làm hạn chế sự tạo thành của chúng trong vật liệu. Thông thường thì sử dụng một hệ thống chân không kín và hấp nhựa dưới áp suất và nhiệt độ sẽ tối thiểu hoặc ngăn chặn được sự tạo thành lỗ rỗng.
Sử dụng hệ thống chân không kết hợp với hấp nhựa là một phương pháp phổ biến trong công nghiệp để đạt được tỉ lệ lỗ rỗng thấp. Sử dụng hút chân không để làm giảm lỗ rỗng bằng cách hút hết không khí còn tồn đọng trong nhựa và giữa các lớp. 
Tối ưu hóa tốc độ đẩy nhựa vào lớp thường được tính để tối thiểu hóa các lỗ rỗng trong các vật liệu dạng Đúc Nhựa (Resin Transfer Molded - đưa nhựa khuôn vào để đúc). Dựa vào tốc độ dòng chảy nhựa (v), phần trăm lỗ rỗng lớn (V1) và lỗ rỗng nhỏ (V2)
{\displaystyle V1=-32.28-11.8\cdot log(v)}
{\displaystyle V2=6.35+2.35\cdot log(v)}
Một tỉ lệ tối ưu hóa có thể tính được và tỉ lệ lỗ rỗng có thể được giảm xuống, do đó cải thiện được thuộc tính của vật liệu